# Stanisław Bac (junior)
Stanisław Bac (ur. 9 stycznia 1929 we Lwowie, zm. 18 lipca 2013 we Wrocławiu) – inżynier rolnictwa, agroklimatolog, profesor Akademii Rolniczej we Wrocławiu (obecnie Uniwersytet Przyrodniczy). 

## Życiorys
Urodził się w rodzinie Stanisława, agrometeorologa, i Izabeli z Osmołowskich (1896–1977). Ukończył II Liceum Ogólnokształcące we Wrocławiu, następnie studia na Wydziale Rolniczym Wyższej Szkoły Rolniczej we Wrocławiu, uzyskując w 1952 stopień inżyniera w zakresie ogrodnictwa, a w 1953 – stopień magistra inżyniera rolnictwa. Jeszcze podczas studiów magisterskich rozpoczął pracę w Katedrze Meteorologii i Klimatologii WSR. W 1958 uzyskał na Wydziale Melioracji WSR stopień doktora na podstawie rozprawy Wpływ mikroklimatu na fenofazy drzew owocowych, a w 1968 habilitował się w roku 1968 na podstawie rozprawy Badania nad współzależnością parowania z wolnej powierzchni wodnej, parowania terenowego i ewapotranspiracji potencjalnej. W 1969 otrzymał stanowisko docenta, w 1978 – profesora nadzwyczajnego, a w 1990 – profesora zwyczajnego. 
W latach 1971–1992 był kierownikiem Katedry Agro- i Hydrometeorologii wrocławskiej Akademii Rolniczej. W latach 1984–1992 kierował Zakładem Meteorologii i Klimatologii Instytutu Geografii Uniwersytetu Wrocławskiego. Odbywał krótko- i długoterminowe staże naukowe w ZSRR, NRD, RFN, Holandii, Jugosławii i Czechosłowacji. 
Był autorem niespełna 150 prac naukowych, w tym ponad 50 w językach obcych, 7 podręczników akademickich i 12 podręczników dla techników rolniczych i ogrodniczych. Prowadził badania w zakresie problematyki bilansów wodnych obszarów rolniczych, różnych rodzajów parowania, agrometeorologii, klimatologii. Opracował w 1996 aktualną do dzisiaj rejonizację agroklimatyczną Polski. Zajmował się też doskonaleniem aparatury naukowej – był autorem 4 patentów. 
Członek honorowy Polskiego Towarzystwa Geofizycznego, wieloletni członek Rady Naukowej Instytutu Meteorologii i Gospodarki Wodnej oraz komitetów Polskiej Akademii Nauk.
Zmarł we Wrocławiu, pochowany na cmentarzu Parafii Świętej Rodziny (sektor 12-11-12.12a).

## Ordery i odznaczenia
- Krzyż Kawalerski Orderu Odrodzenia Polski
- Złoty Krzyż Zasługi
- Medalem Komisji Edukacji Narodowej
- Medal Rodła
- Medal „Za zasługi dla UPWr” (2001)[2]
- Złota Odznaka ZNP
- Złota Odznaka Polskiego Towarzystwa Geofizycznego